# Marguerite Hoppenot
Marguerite Hoppenot, née Marguerite de Marchena le 3 juillet 1901 à Paris 16e et morte le 18 mars 2011 au même endroit, est une écrivaine française, fondatrice du Mouvement Sève.

## Biographie
Marguerite Hoppenot, mariée et mère de cinq enfants, a fondée en 1938, sur un appel de l'archevêque de Paris, le cardinal Jean Verdier, le Mouvement Sève, mouvement laïc et œcuménique, dont la devise est « Être, aimer, servir, unir »,,,.

## Œuvres
- « Correspondance 1953-1969 » Marguerite Hoppenot et le pasteur Marc Boegner (2023), éditions du Cerf
- La main de Dieu, tome 4 (2024), éditions du Cerf
- La main de Dieu, tome 3 ( 2023), éditions du Cerf
- La main de Dieu, tome 2 (2022), éditions du Cerf
- Au creuset de l'absolu (2018), éditions du Cerf
- Parce que l'impossible est possible (2018), édition Salvator
- Florilège, Anne Sigier, 2008, Médiaspaul, 2018.
- S'établir dans l'essentiel, au seuil du 3e millénaire (1988)
- Cette vie qui m'est donnée, la plus haute aventure, Plon 1980, prix du Docteur-Binet-Sanglé de l’Académie française en 1981, Anne Sigier 2000, Mediaspaul 2016.
- Pleins pouvoirs à l'Esprit Saint Le Centurion 1975,1982, Le Cerf 1993, 2022.
- Le temps du feu (1965), préface de Jean Guitton de l'académie française, Aubier
- Midi sur le monde, Aubier 1963, Anne Sigier 1983
- Vers le royaume, Ed. du Cerf 1959, Cid édition 1973.
- Prier c'est aimer, Médiaspaul 2013 et 2018.
- La main de Dieu, tome 1(2018), éditions du Cerf